# メセニー・メルドー
『メセニー・メルドー』（Metheny Mehldau）は、アメリカ合衆国のジャズ・ミュージシャン、パット・メセニーとブラッド・メルドーが2006年に連名で発表したスタジオ・アルバム。両名の所属レーベルであるノンサッチ・レコードから発売された。

## 背景
メルドーは13歳の頃にパット・メセニー・グループのライヴ・アルバム『トラヴェルズ』（1983年）からの曲「Are You Going with Me?」を聴き、人生が変わるほどの衝撃を受けた。一方、メセニーはジョシュア・レッドマンのアルバム『Moodswing』（1994年）からの曲「Chill」を聴き、サイドマンとして参加していたメルドーに注目するようになった。両名は本作の制作前にも、知人の娘の誕生日に非公式なセッションをしたこともあるが、公式な共演は本作収録曲「サマー・デイ」が初めてである。
「報われぬ思い」はメルドーのリーダー・アルバム『Songs: The Art of the Trio Volume Three』（1998年）からの曲、「セイ・ザ・ブラザーズ・ネーム」はメセニーとジョン・スコフィールドのコラボレーション・アルバム『I Can See Your House from Here』（1994年）からの曲で、残りの8曲は本作のために書き下ろされた新曲である。
大部分の曲はデュオによる演奏だが、「リング・オブ・ライフ」と「セイ・ザ・ブラザーズ・ネーム」はブラッド・メルドー・トリオのラリー・グレナディアとジェフ・バラードを迎えたカルテット編成で録音された。なお、2007年に発売されたメセニー&メルドーの共演アルバム第2弾『Quartet』には、本作と同時進行で行われた2005年12月のセッションのうち、グレナディアとバラードも参加した11曲が収録されている。

## 反響
両名の母国アメリカでは、総合アルバム・チャートのBillboard 200入りは果たせなかったが、『ビルボード』のジャズ・アルバム・チャートで3位を記録。イタリアでは2006年9月28日付のアルバム・チャートで初登場10位を記録するヒット作となった。
日本では9週オリコンチャート入りし、最高44位を記録した。また、日本のタワーレコード全店が集計したCDJournal.comのジャズ・チャートでは1位を獲得している。

## 評価
Thom Jurekはオールミュージックにおいて5点満点中4点を付け「両名の作曲スタイルは、冒頭からはっきり表れている」と評している。また、John Fordhamは『ガーディアン』紙のレビューで5点満点中4点を付け「霧が立ち込めるような"Find Me in Your Dreams"は特にビル・エヴァンスとジム・ホールのコラボレーションの感覚に近く、和音的な即興曲"Bachelors III"はウェス・モンゴメリーかパット・マルティーノが"It Ain't Necessarily So"をジャム・セッションしているかのようだ」と評している。

## トラック・リスト
1. 5. 9.はブラッド・メルドー作曲、その他の楽曲はパット・メセニー作曲。
| #   | タイトル                                                              | 作詞 | 作曲・編曲 | 時間 |
| --- | --------------------------------------------------------------------- | ---- | ---------- | ---- |
| 1.  | 「報われぬ思い - Unrequited」                                         |      |            | 5:00 |
| 2.  | 「アーミッド・6 - Ahmid-6」                                           |      |            | 6:35 |
| 3.  | 「サマー・デイ - Summer Day」                                         |      |            | 6:25 |
| 4.  | 「リング・オブ・ライフ - Ring of Life」                               |      |            | 7:35 |
| 5.  | 「レジェンド - Legend」                                               |      |            | 7:02 |
| 6.  | 「ファインド・ミー・イン・ユア・ドリームス - Find Me in Your Dreams」 |      |            | 6:07 |
| 7.  | 「セイ・ザ・ブラザーズ・ネーム - Say the Brother's Name」             |      |            | 7:14 |
| 8.  | 「バチェラーズ・スリー - Bachelors III」                              |      |            | 7:24 |
| 9.  | 「アニーズ・ビタースウィート・ケーキ - Annie's Bittersweet Cake」     |      |            | 5:32 |
| 10. | 「メイク・ピース - Make Peace」                                       |      |            | 7:06 |

## パーソネル
- パット・メセニー - エレクトリック・ギター、アコースティック・ギター、ギターシンセサイザー
- ブラッド・メルドー - ピアノ
- ラリー・グレナディア - ベース(on #4, #7)
- ジェフ・バラード - ドラムス(on #4, #7)